# Ai Shibata
Ai Shibata (Japans: 柴田 亜衣, Shibata Ai) (Dazaifu, 14 mei 1982) is een Japanse zwemster. Op de Olympische Zomerspelen 2004 in Athene, Griekenland veroverde Shibata olympisch goud op de 800 meter vrije slag, daarnaast vertegenwoordigde zij haar vaderland op de Olympische Zomerspelen 2008 in Peking, China.

## Zwemcarrière
Shibata maakte haar internationale debuut op de Pan Pacific kampioenschappen zwemmen 2002 in Yokohama, Japan. Op de WK zwemmen 2003 in Barcelona, Spanje strandde de Japanse in de series van de 400, 800 en 1500 meter vrije slag. Tijdens de Olympische Zomerspelen van 2004 in Athene, Griekenland sleepte Shibata de gouden medaille in de wacht op de 800 meter vrije slag en eindigde ze als vijfde op de 400 meter vrije slag. In Montreal, Canada nam de Japanse deel aan de WK zwemmen 2005, op dit toernooi veroverde ze de zilveren medaille op de 400 meter vrije slag en de bronzen medaille op de 800 meter vrije slag. Samen met Norie Urabe, Haruka Ueda en Sachiko Yamada eindigde ze als zesde op de 4x200 meter vrije slag.

### 2006-heden
Op de Pan Pacific kampioenschappen zwemmen 2006 in Victoria, Canada veroverde Shibata de gouden medaille op de 400 meter vrije slag, de zilveren medaille op de 800 meter vrije slag en de bronzen medaille op de 1500 meter vrije slag. Samen met Maki Mita, Norie Urabe en Haruka Ueda sleepte ze de bronzen medaille in de wacht op de 4x200 meter vrije slag, op de 4x100 meter vrije slag eindigde ze samen met Mita, Urabe en Kaori Yamada op de vierde plaats. Tijdens de WK zwemmen 2007 in Melbourne, Australië legde de Japanse beslag op de bronzen medaille op zowel de 400 als de 1500 meter vrije slag en eindigde ze als zesde op de 800 meter vrije slag. Samen met Maki Mita, Norie Urabe en Haruka Ueda eindigde ze als zesde op de 4x200 meter vrije slag. De Olympische Zomerspelen van 2008 in Peking, China liepen voor Shibata uit op een teleurstelling, ze strandde namelijk in de series van zowel de 400 als de 800 meter vrije slag.